# ووووزلا

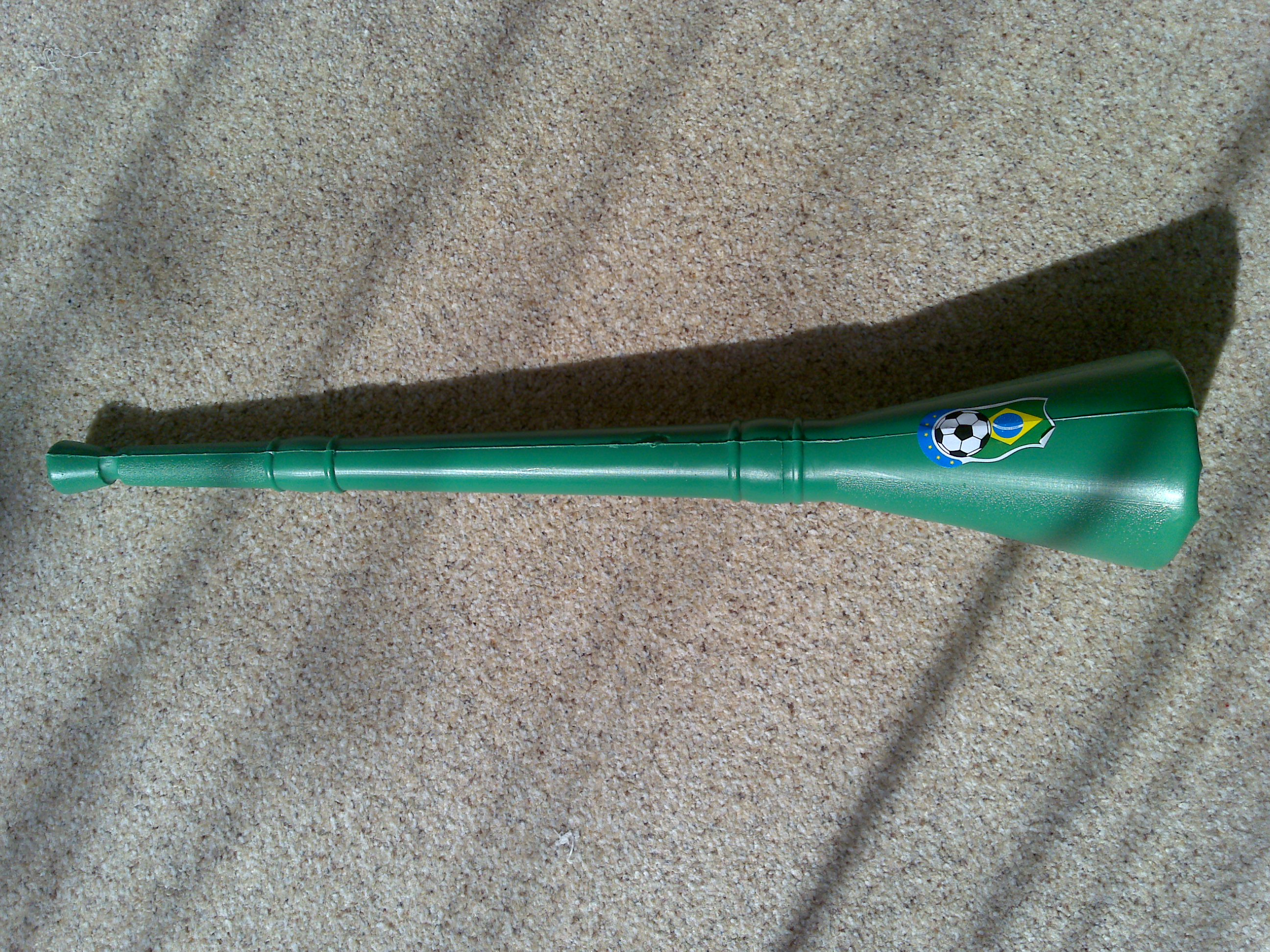
ووووزلا بوق تماشاگران آفریقای جنوبی

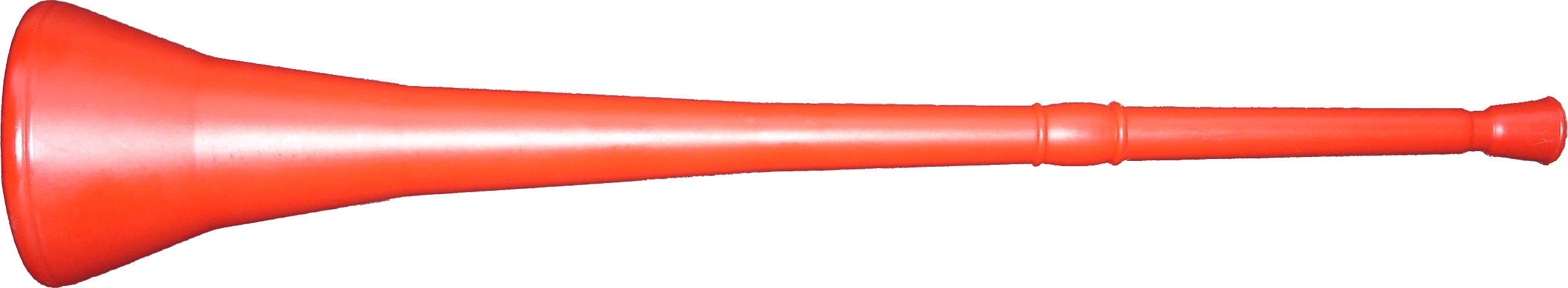
یک ووووزلای قرمز

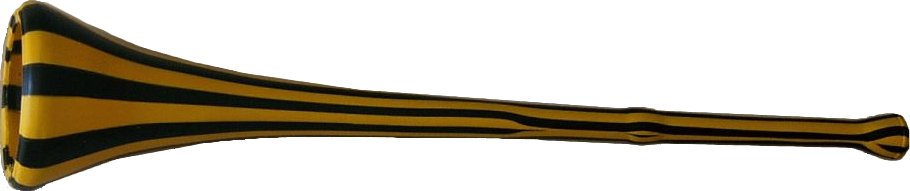
یک ووووزلای سیاه و زرد

ووووزلا (به انگلیسی: Vuvuzela) یا لپاتاتا (به تسوانایی: Lepatata)، نام شیپوری است که در استادیوم‌های فوتبال استفاده می‌شود، یک شاخ پلاستیکی رنگارنگ حدود یک متر طول دارد و توسط لب و ارتعاشات ریه صدا تولید می‌کند که می توانید آن را در سراسر آفریقای جنوبی بیابید.ووووزلا صدای بلند و یکنواختی را ایجاد می‌کند که شبیه صدای فیل است. ووووزلا جنجال‌برانگیز است و می‌تواند به شنوایی بازیکنان و مربیان آسیب برساند. این شیپور در فاصلهٔ یک متری از گوش می‌تواند بیش از ۱۱۶ دسی‌بل صدا تولید کند. بنابراین زمانی که یک شیپور به مدت ۹۰ دقیقه به‌طور مستمر و مداوم نواخته می‌شود آسیب زیادی را به شنوایی انسان وارد می‌کند. کمیتهٔ محلی برگزاری رقابت‌های جام جهانی ۲۰۱۰، این شیپور را که برگرفته از شاخ گوزن آفریقایی است، نماد این رقابت‌ها توصیف کرده بود.
فیفا در سال ۲۰۰۹ با این بوق مشکل داشت و استفاده از آن را ممنوع اعلام کرده بود؛ ولی در نهایت استفاده از آن در رقابت‌های جام جهانی ۲۰۱۰ را آزاد اعلام‌کرد. البته بلاتر گفته بود در صورتی که حتی یک شیپور به زمین مسابقه پرتاب شود استفاده از آن تا پایان جام جهانی ممنوع خواهد شد؛ همچنین فیفا با اعلام حمایت از مردم آفریقای جنوبی، ووووزلا را نمادی از فرهنگ و سنت این کشور دانست.
نیل فن شالکیک مخترع ۳۷ ساله ووووزلا به خاطر مزاحمت‌هایی که صدای ناهنجار این شیپور پلاستیکی ایجاد می‌کند عذرخواهی و تأکید کرد که با فروش این شپیور پول زیادی به دست آورده‌است.
کارخانهٔ نیانگ‌جی در حومهٔ شهر نیگبو، از ابتدای شروع جام جهانی فوتبال ۲۰۱۰، ۹۰ درصد ووووزلای مورد استفاده واقع‌شده در آفریقای جنوبی را تولید کرده‌است.
در آخرین چاپ لغت‌نامه آکسفورد ووووزلا نیز به این لغت‌نامه آن اضافه شد.